# Max Neuenschwander (Jurist)
Max Neuenschwander (* 30. August 1930 in Oberdiessbach; heimatberechtigt in Höfen) ist ein Schweizer Jurist und Beamter.

## Leben
Neuenschwander besuchte von 1945 bis 1949 das Gymnasium in Bern und studierte von 1949 bis 1956 Rechtswissenschaften an der Universität Bern. Er wurde Fürsprecher und arbeitete in den Jahren 1956 bis 1960 als Kammerschreiber am Obergericht des Kantons Bern. Ab dem Jahre 1960 trat er in die Dienste der Eidgenossenschaft ein und war zuerst als Beamter im Eidgenössischen Luftamt tätig, dann als Vizedirektor in der Abteilung für Luftverkehr und amtete schliesslich von 1987 bis 1992 als Direktor des Bundesamts für Zivilluftfahrt.
Unter seiner Führung kam die Revision des Luftfahrtgesetzes und die Aushandlung bilateraler Luftfahrtabkommen mit dem Ausland. Ferner engagierte er sich politisch bei der Gründung der linksliberalen Jungen Bern und setzte sich für Umweltschutzforderungen ein. Max Neuenschwander sass für die Schweiz in der Europäischen Zivilluftfahrt-Konferenz und war in den Jahren 1988 bis 1994 als Verwaltungsratspräsident für die schweizerische Flugsicherungsgesellschaft Swisscontrol tätig.